# Lecania coerulescens
Lecania coerulescens är en lavart som beskrevs av Mudd. Lecania coerulescens ingår i släktet Lecania och familjen Ramalinaceae.   Inga underarter finns listade i Catalogue of Life.